# Marcin Idzik
Marcin Idzik (ur. 29 lipca 1975 w Jaworznie) – polski menedżer branży budowlanej i energetycznej, w przeszłości wiceminister i urzędnik państwowy. Od 2019 prezes zarządu spółki technologiczno-inżynieryjnej DIM Construction Sp. z o.o.. Od 2020 także prezes zarządu IDS-BUD S.A..

## Kariera zawodowa
Pracę zawodową rozpoczął w samorządzie lokalnym (2003–2008). W 2008 przeszedł do struktur administracji rządowej. W 2008 został pełnomocnikiem ministra obrony narodowej ds. procedur antykorupcyjnych. Minister obrony narodowej Bogdan Klich powierzył mu pion antykorupcyjny w MON powołując na stanowisko dyrektora biura.
W listopadzie 2009 powołany na podsekretarza stanu i narodowego dyrektora ds. uzbrojenia w Ministerstwie Obrony Narodowej, odpowiadającego za wyposażenie i modernizację uzbrojenia wojskowego dla Sił Zbrojnych RP. W czerwcu 2012 złożył dymisję z pełnionej funkcji. W tym samym roku wybrany przez radę nadzorczą Polskiego Holdingu Obronnego (d. Bumar sp. z o.o.) na stanowisko wiceprezesa zarządu odpowiedzialnego za sprzedaż i marketing. Od października 2013 do lutego 2016 prezes zarządu Polskiego Holdingu Obronnego.
W latach 2015–2016 pełnił funkcję prezesa EuRoPol Gaz S.A., spółki będącej właścicielem polskiego odcinka gazociągu tranzytowego Jamał – Europa.
Do grupy IDS-BUD S.A. dołączył w 2018, początkowo na stanowisku dyrektora ds. eksportu, a następnie DIM Construction Sp. z o.o. – spółki realizującej specjalistyczne prace na rynku budowlanym. Od 2020 pełni również funkcję prezesa spółki IDS-BUD S.A., zajmującej się generalnym wykonawstwem projektów inwestycyjnych, przede wszystkim w obszarze rozwoju sieci i obiektów energetycznych, gazowych i naftowych, rozbudowy i modernizacji infrastruktury wodociągowej, kanalizacyjnej, cieplnej i telekomunikacyjnej, a także budownictwa kubaturowego. Jest także prezesem spółki DIM Serwis Sp. z o.o., będącej dostawcą materiałów budowlanych.
9 kwietnia 2024 został członkiem zarządu Polskiej Grupy Zbrojeniowej.

## Wykształcenie
Jest z wykształcenia prawnikiem. Ukończył studia na Wydziale Prawa i Administracji Uniwersytetu Jagiellońskiego. Jest również absolwentem Akademii Ekonomicznej w Krakowie, gdzie ukończył studia podyplomowe z zakresu kontroli finansów.

## Życie prywatne
Ma żonę i dwoje dzieci.

## Odznaczenia
- Krzyż Komandorski z Gwiazdą Orderu Zasługi (Norwegia, 2012)[18]